# Tupac: Resurrection
Pour plus de détails, voir Fiche technique et Distribution.
 (février 2010).
Si vous disposez d'ouvrages ou d'articles de référence ou si vous connaissez des sites web de qualité traitant du thème abordé ici, merci de compléter l'article en donnant les références utiles à sa vérifiabilité et en les liant à la section « Notes et références ».
Tupac: Resurrection est un documentaire américain réalisé par Lauren Lazin sorti en 2003, produit par Amaru Entertainment et MTV Films.
Il raconte la vie et la mort prématurée du rappeur Tupac Amaru Shakur. Il fut nommé aux Oscar 2005 dans la catégorie meilleur documentaire.

## Synopsis
Le documentaire présente la vie de Tupac Amaru Shakur du point de vue du rappeur lui-même. Narrateur et protagoniste du film, il raconte sa vie, ses actions et son art avec ses propres mots. Un peu différent du DVD "Thug Angel", mais beaucoup plus apprécié[réf. nécessaire].

## Fiche technique
Sauf indication contraire, les informations mentionnées dans cette section peuvent être confirmées par la base de données cinématographiques IMDb,  présente dans la section « Liens externes ».
- Pays de production : États-Unis
- Langue : anglais
- Budget : 300 000 $[1]
- Date de sortie : 
  - États-Unis : première au Festival de Sundance le 22 janvier 2003, sortie nationale le 14 novembre 2003
  - France : 4 novembre 2004 (sortie directement en DVD)[2]